# Bertioga
Bertioga est une ville balnéaire brésilienne du littoral de l'État de São Paulo. Elle se situe au sud de São Paulo (23° 51′ 14″ S, 46° 08′ 20″ O) à une altitude de 8 mètres. Sa population était estimée à 43 763 habitants en 2006. La municipalité s'étend sur 492 km2.
Le criminel de guerre Nazi Josef Mengele, un médecin responsable d'actes criminel sur des déportés dans le camp d'Auschwitz, est mort à Bertioga en 1979.

## Généralités
La principale activité de la municipalité est le tourisme. Bertioga n'était qu'un district de Santos jusqu'en 1993, date à laquelle elle acquiert son indépendance.

## Démographie
| Évolution de la population (municipalité) | Évolution de la population (municipalité) | Évolution de la population (municipalité) | Évolution de la population (municipalité) |
| Année                                     | Population                                |                                           | %±                                        |
| ----------------------------------------- | ----------------------------------------- | ----------------------------------------- | ----------------------------------------- |
| 2000                                      | 30 039                                    |                                           | —                                         |
| 2010                                      | 47 645                                    |                                           | 58,6%                                     |
| 2022                                      | 64 188                                    |                                           | 34,7%                                     |
| ,                                         |                                           |                                           |                                           |